# 墨园
墨园位于江苏省苏州市姑苏区人民路2114号，原苏州阀门厂内，建于民国。为苏州市文物保护单位。
墨园为国民党军队官员佘念善所建。佘念善（1890年－1974年），祖籍江苏赣榆。曾在国民革命军第九军经理处任职，后转第一集团军第二师经理处处长，主管战队后勤。后又担任国民军、警后勤高层。1937－38年担任第三、第五军需局局长。1946年任国民革命军陆军军需总监。1949年后去往香港，1974年病逝于台湾。2005年中共颁发中国人民抗日战争胜利60周年纪念章追授予佘念善。
墨园为佘念善购入土地，自行建造，分前后两部。前部为庄园，养殖畜禽及奶牛。后部为宅院，即墨园。墨园名称来源于佘念善之祖父，同治进士佘培轩的字“墨缘”。
园南部有一二层西式洋房，红瓦尖顶，罗马式立柱雕刻精美。楼后有井一口，配有水塔一座，可自行供应用水。园北部为苏式传统园林风格，中央建有荷花池，湖石围边。池上有曲桥，桥中有湖心亭一座，池旁有四面厅一座。园内有龙柏一株，树龄约300年。文革中池、亭等均遭破坏，现已不存。
解放后，苏州人民法院曾认定墨园主人为佘的故友国民党将领顾祝同，将园判定为“敌产”收归国有。佘氏后人不服并举证上诉，江苏省人民法院推翻原判，但认为园仍属“敌产”，维持没收之决。